# Железноводская улица (Санкт-Петербург)
Желе́зново́дская улица — улица в Василеостровском районе Санкт-Петербурга. Проходит от Уральской до Наличной улицы.

## История
Название Железноводская улица получила 16 апреля 1887 года, по городу Железноводску (Ставропольского края) в ряду других улиц Василеостровской части, названных по городам Кавказа.
Первоначально проходила от Уральской улицы, не доходя до переулка Декабристов. В 1903 году была продлена до переулка Декабристов, в 1930-е годы — до проспекта КИМа, а в 1979 году — до Наличной улицы.
Состоит из двух частей, от Уральской улицы до площади Балтийских Юнг и от площади Балтийских Юнг до Наличной улицы. Первая часть — обычная улица с проезжей частью и тротуарами. Вторая — внутриквартальный проезд.

## Общественный транспорт
По участку от Уральской улицы до проспекта КИМа проходит трасса автобусных маршрутов № 41, 42, 151, 152.
Ранее, с 1928 по 2002 год, на этом же участке улицы существовало трамвайное движение.

## Достопримечательности
- Поликлиника № 3 (дом 64)